# Chafariz do Biscoito Bravo (Biscoitos)
O Chafariz do Biscoito Bravo localiza-se ao Biscoito Bravo, vizinho à Rua Longa, na freguesia dos Biscoitos, concelho da Praia da Vitória, na ilha Terceira, Região Autónoma dos Açores, em Portugal.

## História
De acordo com o Inventário do Património Imóvel dos Açores, datará do século XIX/XX. (BRUNO, 2004:273 Ficha n.º 32.196.154)
Está relacionado no Inventário do Património Histórico e Religioso para o Plano Director Municipal da Praia da Vitória.

## Características
Exemplar de arquitetura civil, trata-se de um chafariz com recinto murado e dotado de pias de lavagem formado por um pano de parede rectangular com embasamento moldurado e cornija pronunciada.
Foi enquadrado em dois muros, um de formato curvo situado ao lado esquerdo e outro plano situado do lado direito do chafariz. Estes dois muros rematam o chafariz em voluta junto aos cunhais do mesmo.
Ao centro do chafariz está um florão onde se insere a bica de água corrente, sendo esta encimada por ramagens decorativas e por uma cartela de forma elíptica.
O tanque que serve de reservatório, apresenta formato rectangular e está encostada à parte anterior do chafariz, abaixo do embasamento moldurado.
À esquerda do chafariz existe um recinto onde foram colocadas duas pias de lavagem de roupa e um tanque de distribuição de águas. Neste recinto existem também banquetas corridas em dois dos lados.
A construção foi feita em alvenaria de pedra rebocada e caiada a cal de cor branca com excepção das molduras, dos remates, do florão, da cartela, das ramagens e das pias de lavagem que são em cantaria de pedra de cor escura.